# Армія TV
«Армія TV» — загальноукраїнський державний телеканал на військову тематику, який належить Міністерству оборони України, йому також належить радіостанція «Армія FM», інтернет-ЗМІ «АрміяInform», а також онлайн-радіостанція Держприкордонної служби України «Радіо Кордон».

## Історія
23 березня 2023 року Національна рада України з питань телебачення і радіомовлення видала Центральній телерадіостудії Міністерства оборони України супутникову ліцензію строком на 10 років на мовлення під логотипом «Армія ТБ».
Під час засідання канал представляв продюсер, медіаменеджер та журналіст Ілларіон Павлюк. Він розказав, що ідею воєнного каналу він презентував у Міністерстві оборони.
|                    | Зараз ми спостерігаємо, як суспільство дистанціюється від війни. Часто виникає питання, коли закінчиться війна. Таким чином ми сприймаємо війну як суб'єкт, який сам по собі колись закінчиться чи ні. Це небезпечно, бо ніби від мене як громадянина це не залежить. У суспільстві є або ейфорія («котики-ЗСУ» все зроблять), або апатія («війна триватиме роками»), а також страх мобілізації. Нам треба згуртуватися та закінчити війну |
| — Ілларіон Павлюк, | |

За його словами, новий канал має «розвіяти туман війни». Контент вироблятимуть медійники, які служать у ЗСУ: «Ми, медійники і військовослужбовці, дуже добре розуміємо, що таке безпека. Наша задача — поєднати безпеку та ефективне інформування».
Ядро каналу — військовослужбовці.
|                    | Це канал для них і про них. Вони мають розуміти, що їх підтримують, їх проблеми чують, їх перемоги бачать. Але при цьому весь контент має бути зрозумілий для цивільних… Військовослужбовці та дотичні до служби у війську — суттєва аудиторія, яка не зменшиться завтра. Нас точно дивитимуться ті, хто потенційно може прийти до лав Збройних сил. Потенційна аудиторія ширша, бо ми говоритимемо про важливі речі для всіх» |
| — Ілларіон Павлюк, | |

30 березня того ж року регулятор видав телеканалу тимчасовий дозвіл на мовлення в період дії воєнного стану в Україні на МХ-1 мережі DVB-T2.
21 квітня телеканал почав тестове мовлення в цифровій етерній мережі DVB-T2.
27 вересня розпочав супутникове мовлення.
28 вересня НацРада анулювала супутникову ліцензію, але водночас зареєструвала студію Міноборони суб'єктом у сфері медіа, що здійснює мовлення без використання радіочастотного спектра.
6 грудня 2023 року, телеканал почав повноцінне мовлення та змінив логотип з Армія ТБ на «Армія TV». Цього ж дня стартував щоденний стрім телеканалу, де ведучі, які є діючими військовослужбовцями, обговорюють головні події дня, які стосуються російсько-української війни.
21 грудня 2023 року регулятор видав телеканалу тимчасовий дозвіл на мовлення на МХ-7 мережі DVB-T2, натомість анулював тимчасовий дозвіл на мовлення в MX-1.
8 січня 2024 року телеканал перейшов з MX-1 до MX-7 цифрової етерної мережі DVB-T2.
У липні 2024 року телеканал презентував першу серію із циклу документальних фільмів «Етос» про бойові підрозділи Сил оборони України. Режисером фільму став Ангел Ангелов. Перша серія присвячена бійцям 3-го окремого полку Спеціального призначення імені Святослава Хороброго.

## Програми

### Власні програми каналу Армія TV
- Стрім[14]
- Герої
- Такмед
- Кадровий / мобілізований
- Полігон і Салівон: військові лайфхаки
- Інтервʼю
- Бажаю, Смачного![15][16]
- Технології / Процеси / Війна
- Етос[13]

### Партнерські програми, які транслює телеканал
- Війни XX століття
- Історія без міфів
- Veteran Hub
- Президентська бригада ім. Б. Хмельницького
- Ukraїner
- ХТО Я
- ССО АЗОВ
- Бойова група К-2 54 ОМБр
- hromadske
- 24 ОМБр імені короля Данила
- 47 ОМБр
- PRESSING
- ГУР МОУ
- Хащі
- 3 ОШБр
- PSDinfo
- Хлопці з лісу
- Сили ТРО ЗСУ
- СтратКом ЗСУ
- Військове ТБ МОУ
- НГУ «Азов»
- Babylon13
- Повітряні сили України
- МИСЛИВЦІ на БпЛА

### Архівні програми
- Школа війни
- Армія сьогодні
- PRO Військо
- Техніка війни
- Vоїн — це я
- Рекрут.ua
- 11 запитань
- ТИ В ЗСУ
- Союзмультфільм (с 2026)

## Колектив[17]
- Віталій Гордєєв – полковник, керівник каналу Армія TV[18]
- Євген Самойленко — головний редактор
- Володимир Рибась — головний режисер

### Ведучі
- Володимир Кравчук — ведучий програм «Бажаю смачного!», «Стрім», спецкореспондент
- Сергій Ліпко — ведучий програми «Стрім», спецкореспондент
- Сергій Місюра — ведучий програми «Стрім»
- Євген Назаренко – ведучий програми «Стрім», спецкореспондент
- Артем Голуб – ведучий програми «Стрім», спецкореспондент
- Андрій Макаренко – ведучий програми «Стрім», спецкореспондент
- Юрій Федоренко – ведучий проєктів
- Леонід Мацієвський – ведучий інтерв'ю
- Віталій Бакуменко – спецкореспондент
- Соломія Резнік – спецкореспондентка
- Геннадій Салівон – спецкореспондент, ведучий програми «Полігон і Салівон»

## Порушення у дні жалоби
Моніторинг Національної Ради показав, що телеканал «Армія TV» не поширював інформацію про День пам'яті українців, які рятували євреїв під час Другої світової війни 14 травня 2024 року у повному обсязі а саме мінімум — раз на дві години.

## Логотипи
| Логотип | Опис |
| ------- | --- |
|         | З 21 квітня до 5 грудня 2023 року логотипом телеканлу було слово «АРМІЯ ТБ» зеленого кольору. Знаходився у лівому верхньому куті.                                                      |
|         | З 6 грудня 2023 року логотипом телеканлу є білий тризуб біля якого є слово «АРМІЯ» та у жовтому квадратику всередині слово «TV» чорного кольору. Знаходиться у правому верхньому куті. |

## Мовлення

### Супутникове мовлення
| Супутник         | Стандарт | Частота | Символьна швидкість | Поляризація      | FEC | Формат зображення | Кодування |
| ---------------- | -------- | ------- | ------------------- | ---------------- | --- | ----------------- | --------- |
| Astra 4A (4.8°E) | DVB-S    | 12130   | 27500               | Вертикалтьна (V) | 3/4 | MPEG-2            | FTA       |

### Етерне цифрове мовлення
| Канал | Мультиплекс | Стандарт | Формат мовлення |
| ----- | ----------- | -------- | --------------- |
| 1     | MX-7        | DVB-T2   | SD 576i 16:9    |

### Аналогове мовлення
- 32 ТВК — Запоріжжя